# Mergulhão-do-titicaca
O mergulhão-do-titicaca (Rollandia microptera) é uma ave da família Podicipedidae, que se distribui pelo Altiplano andino. Como o seu nome comum sugere, o local mais importante para a espécie é o lago Titicaca.

## Conservação
Esta espécie encontra-se ameaçada, estando na categoria "Em Perigo".